# Araucaria subulata
Espèce
Classification phylogénétique
Statut de conservation UICN

 NT  : Quasi menacé

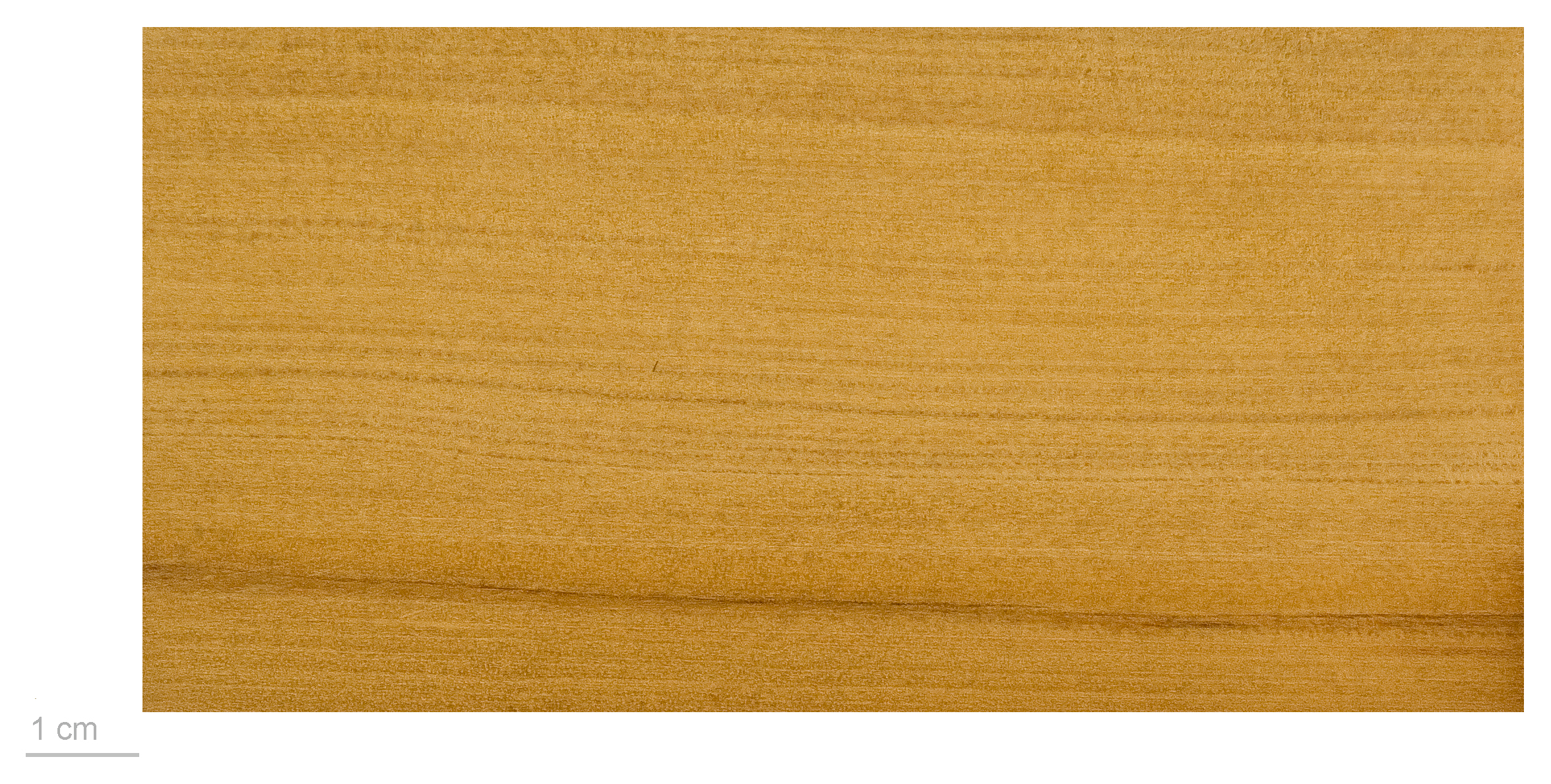
Araucaria subulata - Muséum de Toulouse.

Araucaria subulata est une espèce de conifères du genre Araucaria, endémique de Nouvelle-Calédonie. Il s'agit d'une espèce inféodée aux terrains ultramafiques.

## Description
- Conifère au port élancé atteignant une hauteur de 50 mètres[2],[3]